# Обласні автомобільні шляхи Закарпатської області
Обласні автомобільні дороги Закарпатської області — автомобільні шляхи обласного значення, що проходять територією Закарпатської області України. Список включає усі дороги місцевого значення області, головним критерієм для визначення порядку слідування елементів є номер дороги у переліку.

## Перелік обласних автомобільних шляхів у Закарпатській області
| Індекс та номер шляху | Найменування автомобільної шляху                                   | Протяжність, км | Опис | OpenStreetMap |
| --------------------- | ------------------------------------------------------------------ | --------------- | --- | ------------- |
| О070101               | Берегове - Дийда - Велика Бийгань - Гут                            | 18,6            | Автошля́х О-070101 — автомобільний шлях довжиною 18,6 км, обласна дорога місцевого значення у Закарпатській області. Пролягає по Берегівському районі від міста Берегове до села Гут. Починається У місті Берегове на перетині з М24 (вулиця Богдана Хмельницького), проходить через села Дийда, Велика Бийгань, Мала Бийгань. Закінчується У селі Гут на перетині з О070109. По селу Дийда проходить по вулиці Арпада. Поблизу села Велика Бийгань збігається з М25 (1,2 км). У селі Велика Бийгань перетинає залізничну колію лінії Батьово - Солотвино І (Ужгородська дирекція залізничних перевезень Львівської залізниці). Поблизу села Мала Бийгань перетинає річку Вирка. |               |
| О-070102О070102       | Берегове - Бадалово - Вари - Боржава                               | 24,8            | Автошля́х О070102 — автомобільний шлях довжиною 24,8 км, обласна дорога місцевого значення у Закарпатській області. Пролягає по місті Берегове (4,4 км) та Берегівському районі (20,4 км) від міста Берегове до села Боржава. Починається У місті Берегове на перетині з М24 (вулиця Богдана Хмельницького), проходить через села Мочола, Чома, Бадалово, Галабор, Вари, Боржава. Закінчується на перетині з М23. У місті Берегове проходить по вулицях Стефаника, Мочолівська. У селі Бадалово до шляху примикає О070105. У місті Берегове та У селі Боржава поблизу станції Боржава (станція) перетинає залізничну колію лінії Батьово - Солотвино І (Ужгородська дирекція залізничних перевезень Львівської залізниці). У місті Берегове двічі та У селі Боржава перетинає річку Вирка. |               |
| О-070103О070103       | Берегуйфалу - Горбок - Н09                                         | 9,2             | Автошля́х О070103 — автомобільний шлях довжиною 9,2 км, обласна дорога місцевого значення у Закарпатській області. Пролягає по Берегівському (4,7 км) та Іршавському (4,5 км) районах від села Берегуйфалу до перетину з Н09. Починається У селі Берегуйфалу, проходить через село Горбок. Закінчується на перетині з Н09. |               |
| О070104               | Косонь - Попово - Гетен - Державний кордон України з Угорщиною     | 9,2             | Автошля́х О070104 — автомобільний шлях довжиною 9,2 км, обласна дорога місцевого значення у Закарпатській області. Пролягає по Берегівському районі від села Косонь до Державного кордону України з Угорщиною. Починається У селі Косонь на перетині з М25, проходить через села Попово, Гетен. Закінчується на Державному кордоні України з Угорщиною. У селі Попово проходить по вулицях Косинська, Головна. |               |
| О070105               | Бадалово - Державний кордон України з Угорщиною                    | 2,2             | Автошля́х О070105 — автомобільний шлях довжиною 2,2 км, обласна дорога місцевого значення у Закарпатській області. Пролягає по Берегівському районі від села Бадалово до Державного кордону України з Угорщиною. Починається У селі Бадалово на перетині з О070102, закінчується на Державному кордоні України з Угорщиною. |               |
| О070106               | Горонглаб - Соловка - Червоне                                      | 23,1            | Автошля́х О070106 — автомобільний шлях довжиною 23,1 км, обласна дорога місцевого значення у Закарпатській області. Пролягає по Берегівському (11,1 км) та Ужгородському (12,0 км) районах від села Горонглаб до села Червоне. Починається У селі Горонглаб на перетині з Т 0714, проходить через села Данилівка, Бадів, Свобода, Бакош, Соловка, Есень, Тисауйфалу. Закінчується У селі Червоне на перетині з М25. Між селами Соловка і Есень перетинає залізничну колію лінії Батьово - Еперєшке, У селі Тисауйфалу - лінії Батьово - Чоп (Ужгородська дирекція залізничних перевезень Львівської залізниці). |               |
| О070107               | Берегове - Затишне - Кідьош                                        | 6,3             | Автошля́х О070107 — автомобільний шлях довжиною 6,3 км, обласна дорога місцевого значення у Закарпатській області. Пролягає по Берегівській міській раді (4,3 км) та Берегівському (2,0 км) районах від міста Берегове до села Кідьош. Починається У місті Берегове на перетині з М23, проходить через село Затишне. Закінчується У селі Кідьош на перетині з Т 0717. У місті Берегове проходить по вулиці Тараса Шевченка. |               |
| О070108               | Оросієво - Пушкіно - Підвиноградів                                 | 18,6            | Автошля́х О070108 — автомобільний шлях довжиною 18,6 км, обласна дорога місцевого значення у Закарпатській області. Пролягає по Берегівському (5,0 км) та Виноградівському (13,6 км) районах від села Оросієво до села Підвиноградів. Починається на перетині з М23, проходить через села Оросієво, Пушкіно, Вербовець, Олешник. Закінчується У селі Підвиноградів на перетині з М23. У селі Пушкіно перетинає О070305. У селі Олешник та поблизу перетинає залізничну колію лінії Виноградів - Іршава Боржавської вузькоколійної залізниці (Ужгородська дирекція залізничних перевезень Львівської залізниці). |               |
| О070109               | Батьово - Баркасово - Яноші                                        | 22,4            | Автошля́х О070109 — автомобільний шлях довжиною 22,4 км, обласна дорога місцевого значення у Закарпатській області. Пролягає по Берегівському (9,5 км) та Мукачівському (12,9 км) районах від селища міського типу Батьово до села Яноші. Починається У селищі міського типу Батьово на перетині з М25, проходить через села Серне, Баркасово, Гут. Закінчується на перетині з М24 (поблизу села Яноші). У селі Гут до шляху примикає О070101. У селищі міського типу Батьово збігається з М25 (0,5 км), У селі Баркасово - з О070706 (0,9 км). Між селами Серне і Баркасово перетинає залізничну колію лінії Стрий - Батьово (Ужгородська дирекція залізничних перевезень Львівської залізниці). У селі Гут перетинає річку Серня та двічі річку Високобережний. |               |
| О070110               | Берегове - Кам'янське                                              | 25,3            | Автошля́х О070110 — автомобільний шлях довжиною 25,3 км, обласна дорога місцевого значення у Закарпатській області. Пролягає по Берегівському (20 км) та Іршавському (5,3 км) районах від міста Берегове до села Кам'янське. Починається У місті Берегове на перетині з М23, проходить через села Кідьош, Великі Береги, Нижні Ремети, Верхні Ремети, Хмільник. Закінчується У селі Кам'янське на перетині з Н09. |               |
| О070201               | Великий Березний - Чорноголова - Дубриничі                         | 29,3            | Автошля́х О070201 — автомобільний шлях довжиною 29,3 км, обласна дорога місцевого значення у Закарпатській області. Пролягає по Великоберезнянському (23,8 км) та Перечинському (5,9 км) районах від селища міського типу Великий Березний до села Дубриничі. Починається У селищі міського типу Великий Березний на перетині з Н13, проходить через села Костева Пастіль, Чорноголова. Закінчується У селі Дубриничі на перетині з Н13 (вулиця Центральна). У селищі міського типу Великий Березний проходить по вулицях Корятовича і Партизанська. У селі Дубриничі проходить по вулиці Шахова. У селищі міського типу Великий Березний і селі Дубриничі перетинає річку Уж. У селі Костева Пастіль перетинає потічок Великий. |               |
| О070202               | Н13 - Лубня - Державний кордон України з Польщею                   | 7,2             | Автошля́х О070202 — автомобільний шлях довжиною 7,2 км, обласна дорога місцевого значення у Закарпатській області. Пролягає по Великоберезнянському районі від перетину з Н13 до Державного кордону України з Польщею. Починається У селі Лубня на перетині з Н13, закінчується на Державному кордоні України з Польщею. У селі Лубня тричі перетинає річку Лубня. |               |
| О070203               | Кострина - Люта                                                    | 11,9            | Автошля́х О070203 — автомобільний шлях довжиною 11,9 км, обласна дорога місцевого значення у Закарпатській області. Пролягає по Великоберезнянському районі від села Кострина до села Люта. Починається У селі Кострина на перетині з Н13 (вулиця Центральна), проходить через села Костринська Розтока, Вишка. Закінчується У селі Люта. У селі Кострина перетинає залізничну колію лінії Самбір - Чоп (Ужгородська дирекція залізничних перевезень Львівської залізниці). У селі Кострина перетинає річку Уж, У селі Костринська Розтока - річку Вишка (двічі). |               |
| О070204               | Ужок - Підполоззя                                                  | 33,2            | Автошля́х О070204 — автомобільний шлях довжиною 33,2 км, обласна дорога місцевого значення у Закарпатській області. Пролягає по Великоберезнянському (8,4 км) та Воловецькому (24,8 км) районах від села Ужок до села Підполоззя. Починається У селі Ужок на перетині з Н13, проходить через села Гусний, Розтока, Кічерний, Перехресний, Пашківці, Збини, селище міського типу Жденієво. Закінчується У селі Підполоззя на перетині з О070401. У селі Ужок перетинає річки Уж і Гусний; У селі Гусний двічі - річку Гусний, У селах Розтока (тричі), Кічерний, Перехресний (двічі), між селами Перехресний і Пашківці (4 рази), У селах Пашківці, Збини, У селищі міського типу Жденієво (двічі) - річку Жденівка; У селі Пашківці - потік Пишковський; У селі Збини - річку Паражена; У селищі міського типу Жденієво - річку Кочилово. |               |
| О070301               | Теково - Королево - Новоселиця                                     | 12,3            | Автошля́х О070301 — автомобільний шлях довжиною 12,3 км, обласна дорога місцевого значення у Закарпатській області. Пролягає по Виноградівському районі від села Теково до села Новоселиця. Починається У селі Теково на перетині з О070306, проходить через селище міського типу Королево, село Черна. Закінчується У селі Новоселиця. У селищі міського типу Королево перетинає залізничні колії ліній Батьово - Солотвино І та Королево - Дякове (Ужгородська дирекція залізничних перевезень Львівської залізниці). У селі Черна перетинає річку Батар. |               |
| О070302               | Дякове - Дюла - Чорнотисів                                         | 14,8            | Автошля́х О070302 — автомобільний шлях довжиною 14,8 км, обласна дорога місцевого значення у Закарпатській області. Пролягає по Виноградівському районі від села Неветленфолу до села Чорнотисів. Починається У селі Неветленфолу на перетині з М26 (поблизу КПП «Дякове»), проходить через села Оклі, Оклі Гедь, Нове Клинове, Дюла, Холмовець. Закінчується У селі Чорнотисів на перетині з О070306 (вулиця Головна). У селах Неветленфолу і Чорнотисів перетинає залізничну колію лінії Королево - Дякове (Ужгородська дирекція залізничних перевезень Львівської залізниці). У селі Холмовець перетинає річку Батар. |               |
| О070303               | Велика Паладь — Фертешолмаш - Державний кордон України з Румунією  | 4,9             | Автошля́х О070303 — автомобільний шлях довжиною 4,9 км, обласна дорога місцевого значення у Закарпатській області. Пролягає по Виноградівському районі від села Велика Паладь до Державного кордону України з Румунією. Починається У селі Велика Паладь на перетині з О070304, проходить через село Фертешолмаш. Закінчується на Державному кордоні України з Румунією. |               |
| О070304               | Чепа - Пийтерфолво - КПП «Велика Паладь»                           | 19,8            | Автошля́х О070304 — автомобільний шлях довжиною 19,8 км, обласна дорога місцевого значення у Закарпатській області. Пролягає по Виноградівському районі від села Чепа до КПП «Велика Паладь». Починається У селі Чепа на перетині з О070306, проходить через села Затисівка, Форголань, Пийтерфолво, Велика Паладь. Закінчується на Державному кордоні України з Угорщиною (КПП «Велика Паладь»). У селі Велика Паладь до шляху примикає О070303. У селі Пийтерфолво збігається з М26 (1,4 км). Частину шляху довжиною 1,5 км до Державного кордону України з Угорщиною Україна зобов'язалась відремонтувати в рамках відкриття КПП «Велика Паладь». |               |
| О070305               | Великі Ком'яти - Вилок                                             | 22,7            | Автошля́х О070305 — автомобільний шлях довжиною 22,7 км, обласна дорога місцевого значення у Закарпатській області. Пролягає по Виноградівському районі від села Великі Ком'яти до села Вилок. Починається У селі Великі Ком'яти на перетині з Т 0719, проходить через села Шаланки, Пушкіно, Перехрестя. Закінчується на перетині з М23 поблизу села Вилок. У селі Пушкіно перетинає О070108. У селі Шаланки перетинає залізничну колію лінії Виноградів - Іршава Боржавської вузькоколійної залізниці (Ужгородська дирекція залізничних перевезень Львівської залізниці). |               |
| О070306               | Виноградів - Теково - Неветленфолу                                 | 21,7            | Автошля́х О070306 — автомобільний шлях довжиною 21,7 км, обласна дорога місцевого значення у Закарпатській області. Пролягає по Виноградівському районі від міста Виноградів до села Неветленфолу. Починається у місті Виноградів на перетині з М23, проходить через села Теково, Сасово, Чорнотисів, Чепа. Закінчується У селі Неветленфолу на перетині з М26. Між містом Виноградів та селом Теково перетинає річку Тиса, поблизу села Чепа перетинає Новий Ботар |               |
| О070401               | Нижні Ворота - Поляна                                              | 25,2            | Автошля́х О070401 — автомобільний шлях довжиною 33,2 км, обласна дорога місцевого значення у Закарпатській області. Пролягає по Воловецькому (14,4 км) та Свалявському (10,8 км) районах від села Нижні Ворота до села Поляна. Починається У селі Нижні Ворота на перетині з М06, проходить через села Задільське, Ялове, Підполоззя, Верхня Грабівниця, Уклин. Закінчується У селі Поляна на перетині з Т 0712. У селі Підполоззя до шляху примикає О070204. У селі Задільське (тричі), Ялове (двічі), Підполоззя (двічі) перетинає річку Латориця; між селами Верхня Грабівниця і Уклин, У селах Уклин (тричі), Поляна (двічі) - річку Мала Пиня. |               |
| О070501               | Іршава - Ільниця - Білки - Великий Раковець - Вільхівка            | 24,8            | Автошля́х О070501 — автомобільний шлях довжиною 24,8 км, обласна дорога місцевого значення у Закарпатській області. Пролягає по Іршавському районі від міста Іршава до села Вільхівка . Починається У місті Іршава на перетині з Т 0719, проходить через села Ільниця, Осій, Білки, Великий Раковець, Нижнє Болотне. Закінчується У селі Вільхівка на перетині з Н09. У селі Білки перетинає О070502. У селі Білки перетинає залізничну колію лінії Берегове - Кушниця Боржавської вузькоколійної залізниці (Ужгородська дирекція залізничних перевезень Львівської залізниці). У селі Ільниця перетинає річку Синявка, поблизу села Білки - річку Боржава, У селі Великий Раковець - річку Бистра, потік Буковецький, У селі Нижнє Болотне - річку Шардик. |               |
| О070502               | Довге - Іршава                                                     | 21,7            | Автошля́х О070502 — автомобільний шлях довжиною 21,7 км, обласна дорога місцевого значення у Закарпатській області. Пролягає по Іршавському районі від села Довге до міста Іршава. У селі Довге починається на перетині з О071002, проходить через села Приборжавське, Білки, Дубрівка. Закінчується У місті Іршава на перетині з Т 0719, У селі Білки перетинає О070501 |               |
| О070601               | Майдан - Новоселиця                                                | 14,0            | Автошля́х О070601 — автомобільний шлях довжиною 14,0 км, обласна дорога місцевого значення у Закарпатській області. Пролягає по Міжгірському районі від села Майдан до села Лісковець. Починається У селі Майдан на перетині з Р21, проходить через села Голятин, Новоселиця. Закінчується У селі Лісковець. Поблизу села Голятин і У селі Новоселиця (двічі) перетинає річку Голятинка. |               |
| О070602               | Колочава - Усть-Чорна - Калини – Бедевля                           | 77,6            | Автошля́х О070602 — автомобільний шлях довжиною 77,6 км, обласна дорога місцевого значення у Закарпатській області. Пролягає по Міжгірському (9,7 км) та Тячівському (67,9 км) районах від села Колочава до села Бедевля. Починається У селі Колочава на перетині з Т 0720, проходить через села Німецька Мокра, Руська Мокра, Красна, Нижній Дубовець, Калини, Ганичі, Нересниця, Вільхівці, Добрянське, Біловарці, селища міського типу Усть-Чорна і Дубове. Закінчується У селі Бедевля на перетині з Н09. У селі Калини до шляху примикає О071101. У селі Бедевля перетинає залізничну колію лінії Батьово - Солотвино І (Ужгородська дирекція залізничних перевезень Львівської залізниці). У селі Колочава перетинає річки Сухар і Колочавка; У селах Німецька Мокра і Руська Мокра - річку Мокрянка; У селі Руська Мокра - річку Яновець; У селищі міського типу Усть-Чорна - Занева і Чорний; У селі Красна - Красний; У селищі міського типу Дубове - річки Тересва і Дубовець; У селі Нересниця - річку Тересва; У селі Вільхівці - річку Вільхівчик. |               |
| О070701               | Кольчино - Пузняківці                                              | 23,1            | Автошля́х О070701 — автомобільний шлях довжиною 23,1 км, обласна дорога місцевого значення у Закарпатській області. Пролягає по Мукачівському районі від селища міського типу Кольчино до села Тростяниця. Починається У селищі міського типу Кольчино на перетині з М06, проходить через села Кленовець, Верхня Визниця, Лісарня, Пузняківці. Закінчується У селі Тростяниця. У селах Кленовець, Верхня Визниця, Лісарня (4 рази) перетинає річку Визниця. |               |
| О070702               | Завидово - Загаття - Іршава                                        | 23,3            | Автошля́х О070702 — автомобільний шлях довжиною 23,3 км, обласна дорога місцевого значення у Закарпатській області. Пролягає по Мукачівському (7,3 км) та Іршавському (16,0 км) районах від перетину з Н09 до міста Іршава. Починається на перетині з Н09, проходить через села Завидово, Загаття, Дешковиця, Брід. Закінчується У місті Іршава на перетині з Т 0719. У місті Іршава до шляху примикає О070501. У місті Іршава перетинає залізничну колію лінії Виноградів - Іршава Боржавської вузькоколійної залізниці (Ужгородська дирекція залізничних перевезень Львівської залізниці). У селі Загаття перетинає річку Кривуля; між селами Загаття і Дешковиця - річку Іршавка; У селі Дешковиця - річку Чорна; У місті Іршава - річку Ільничка. |               |
| О070703               | Синяк - Чинадійово                                                 | 10,5            | Автошля́х О070703 — автомобільний шлях довжиною 10,5 км, обласна дорога місцевого значення у Закарпатській області. Пролягає по Мукачівському районі від села Синяк до селища міського типу Чинадійово. Починається У селі Синяк, закінчується У селищі міського типу Чинадійово на перетині з О071001 (вулиця Духновича). У селищі міського типу Чинадійово проходить під М06. Між селом Синяк і селищем міського типу Чинадійово перетинає річку Матекова (двічі). |               |
| О070704               | Червеньово - Великі Лучки - Гать                                   | 23,5            | Автошля́х О070704 — автомобільний шлях довжиною 23,5 км, обласна дорога місцевого значення у Закарпатській області. Пролягає по Мукачівському районі від перетину з М06 до села Гать. Починається на перетині з М06, проходить через села Червеньово, Домбоки, Великі Лучки, Страбичово, Жнятино. Закінчується У селі Гать на перетині з М24. У селі Страбичово збігається з Т 0710 (1,2 км). У селі Страбичово перетинає залізничну колію лінії Стрий - Батьово (Ужгородська дирекція залізничних перевезень Львівської залізниці). Між селами Домбоки і Великі Лучки перетинає річку Латориця. |               |
| О070705               | Об'їзна м. Мукачево                                                | 9,1             | Автошля́х О070705 — автомобільний шлях довжиною 9,1 км, обласна дорога місцевого значення у Закарпатській області. Пролягає територією Мукачівського району. Розпочинається У селищі міського типу Кольчино, на перетині з О071001. Прямує вулицями Сорочою, Підгорнянською, Берегівською об'їзною, Крилова, Пряшівською. Завершується на південно-західному виїзді з міста на рнонтині з М24 (E58E81). |               |
| О070706               | Баркасово - Запсонь                                                | 13,8            | Автошля́х О070706 — автомобільний шлях довжиною 13,8 км, обласна дорога місцевого значення у Закарпатській області. Пролягає по Мукачівському (4,9 км) та Берегівському (8,9 км) районах від села Баркасово до села Запсонь. Починається У селі Баркасово, проходить через село Рафайново. Закінчується У селі Запсонь на перетині з М25. У селі Баркасово збігається з О070109 (0,9 км). У селі Запсонь перетинає залізничну колію лінії Батьово - Солотвино І (Ужгородська дирекція залізничних перевезень Львівської залізниці). Між селами Рафайново і Запсонь перетинає річку Серня. |               |
| О070801               | Перечин - Ворочово                                                 | 5,2             | Автошля́х О070801 — автомобільний шлях довжиною 5,2 км, обласна дорога місцевого значення у Закарпатській області. Пролягає по Перечинському районі від села Сімер до села Ворочово. Починається У селі Сімер на перетині з Т 0712, закінчується У селі Ворочово. |               |
| О070802               | Тур'ї Ремети - Лумшори                                             | 16,7            | Автошля́х О070802 — автомобільний шлях довжиною 16,7 км, обласна дорога місцевого значення у Закарпатській області. Пролягає по Перечинському районі від села Тур'ї Ремети до села Лумшори. Починається У селі Тур'ї Ремети на перетині з Т 0712, проходить через села Туриця, Турички. Закінчується У селі Лумшори. У селі Тур'ї Ремети перетинає річку Тур'я, У селі Турички (двічі) та між селами Турички і Лумшори - річку Туричка, У селі Турички - річки Скерезора і Сведу-Звур. |               |
| О070901               | Рахів - Косівська Поляна - Кобилецька Поляна                       | 35,7            | Автошля́х О070901 — автомобільний шлях довжиною 35,7 км, обласна дорога місцевого значення у Закарпатській області. Пролягає по Рахівському районі від міста Рахів до селища міського типу Кобилецька Поляна. Починається У місті Рахів на перетині з Н09 (вулиця Миру), проходить через село Косівська Поляна. Закінчується У селищі міського типу Кобилецька Поляна на перетині з О070905. По місті Рахів проходить по вулиці Буркут. У місті Рахів перетинає річку Буркут, У селі Косівська Поляна - річку Косівська. |               |
| О070902               | Великий Бичків - Водиця                                            | 8,6             | Автошля́х О070902 — автомобільний шлях довжиною 8,6 км, обласна дорога місцевого значення у Закарпатській області. Пролягає по Рахівському районі від селища міського типу Великий Бичків до села Верхнє Водяне. Починається селищі міського типу Великий Бичків на перетині з Н09, закінчується У селі Верхнє Водяне на перетині з О071101. У місті Верхнє Водяне перетинає річку Тевщак. |               |
| О070903               | Ясіня - Чорна Тиса                                                 | 7,6             | Автошля́х О070903 — автомобільний шлях довжиною 7,6 км, обласна дорога місцевого значення у Закарпатській області. Пролягає по Рахівському районі від селища міського типу Ясіня до села Чорна Тиса. Починається У селищі міського типу Ясіня на перетині з Н09 (вулиця Миру), закінчується У селі Чорна Тиса. По селищі міського типу Ясіня проходить по вулиці Борканюка. У селищі міського типу Ясіня і селі Чорна Тиса перетинає річку Чорна Тиса, У селі Чорна Тиса - річки Довжина і Марковець. |               |
| О070904               | Рахів - Богдан - Луги                                              | 21,6            | Автошля́х О070904 — автомобільний шлях довжиною 21,6 км, обласна дорога місцевого значення у Закарпатській області. Пролягає по Рахівському районі від міста Рахів до села Говерла. Починається У місті Рахів на перетині з Н09 (вулиця Київська), проходить через села Розтоки, Видричка, Богдан, Бребоя, Луги. Закінчується У селі Говерла. У місті Рахів поблизу зупинного пункту Устеріки перетинає залізничну колію лінії Коломия - Рахів (Івано-Франківська дирекція залізничних перевезень Львівської залізниці). У місті Рахів перетинає річку Тиса, У селі Видричка - річки Видричка і Вовчий, У селі Богдан - річки Біла Тиса і Богдан, У селі Говерла - річку Говерла. |               |
| О070905               | Великий Бичків - Кобилецька Поляна                                 | 12,8            | Автошля́х О070905 — автомобільний шлях довжиною 12,8 км, обласна дорога місцевого значення у Закарпатській області. Пролягає по Рахівському районі від селища міського типу Великий Бичків до селища міського типу Кобилецька Поляна. Починається У селищі міського типу Великий Бичків на перетині з Н09, закінчується У селищі міського типу Кобилецька Поляна. У селищі міського типу Кобилецька Поляна до шляху примикає О070901. Між селищами міського типу Великий Бичків і Кобилецька Поляна (двічі) та У селищі міського типу Кобилецька Поляна перетинає річку Шопурка. |               |
| О071001               | Свалява - Мукачеве                                                 | 20,5            | Автошля́х О071001 — автомобільний шлях довжиною 20,5 км, обласна дорога місцевого значення у Закарпатській області. Пролягає по Свалявському (9,2 км) та Мукачівському (11,3 км) районах від міста Свалява до міста Мукачеве. Починається У місті Свалява на перетині з Т 0712 (вулиця Головна), проходить через села Драчино, Пасіка, Карпати, селище міського типу Чинадійово. Закінчується У селищі міського типу Кольчино на перетині з О070705. По місті Свалява проходить по вулиці Мукачівська, по селищі міського типу Чинадійово - по вулицях Духновича, Волошина. У селі Карпати і селищі міського типу Чинадійово збігається з М06 (4,3 км). У селищі міського типу Чинадійово до шляху примикає О070703. У селі Пасіка та селищі міського типу Чинадійово перетинає залізничну колію лінії Стрий - Батьово (Закарпатська дирекція залізничних перевезень Львівської залізниці). У місті Свалява перетинає річку Свалявка, між селами Пасіка і Карпати - річку Латориця, У селищі міського типу Чинадійово - річку Матекова.                         |               |
| О071002               | Свалява - Довге - Липча                                            | 55,2            | Автошля́х О071002 — автомобільний шлях довжиною 55,2 км, обласна дорога місцевого значення у Закарпатській області. Пролягає по Свалявському (9,2 км), Іршавському та Хустському (11,3 км) районах від міста Свалява до села Липча. Починається У місті Свалява на перетині з Т 0712 (вулиця Головна), проходить через села Дусино, Керецьки, Кушниця, Довге, Липецька Поляна. Закінчується У селі Липча на перетині з Р21. |               |
| О071101               | Калини - Верхнє Водяне                                             | 16,3            | Автошля́х О071101 — автомобільний шлях довжиною 16,3 км, обласна дорога місцевого значення у Закарпатській області. Пролягає по Тячівському (5,2 км) та Рахівському (11,1 км) районах від села Калини до села Верхнє Водяне. Починається У селі Калини на перетині з О070602, проходить через село Водиця. Закінчується У селі Верхнє Водяне на перетині з О070902. У місті Водиця перетинає річки Апшиця, Малий Плаєць і Великий Плаєць. |               |
| О071201               | Середнє - Лінці - Шкуратівці - Ракошино                            | 23,4            | Автошля́х О071201 — автомобільний шлях довжиною 23,4 км, обласна дорога місцевого значення у Закарпатській області. Пролягає по Ужгородському (9,8 км) та Мукачівському (13,6 км) районах від селища міського типу Середнє до села Ракошино. Починається У селищі міського типу Середнє на перетині з М06, проходить через села Лінці, Пацканьово, Шкуратівці, Медведівці, Кальник, Бенедиківці. Закінчується У селі Ракошино на перетині з М06. У селищі міського типу Середнє до шляху примикає О071204. У селищі міського типу Середнє перетинає річку В'єла, У селі Лінці - річку Стара, У селі Пацканьово - річку Бистра, У селі Кайданово - річку Полуй. |               |
| О071202               | Підгорб - Дубрівка                                                 | 17,2            | Автошля́х О071202 — автомобільний шлях довжиною 17,2 км, обласна дорога місцевого значення у Закарпатській області. Пролягає по Ужгородському районі від села Барвінок до села Дубрівка. Починається У селі Барвінок на перетині з М06, проходить через села Підгорб, Холмець, Руські Комарівці. Закінчується У селі Дубрівка на перетині з М06. У селі Підгорб до шляху примикає О071206. У селі Холмець перетинає річку Цигань, У селі Руські Комарівці - річки Глибока і Солотвинський, У селі Дубрівка - річку В'єла. |               |
| О071203               | Шишлівці - КПП «Малі Селменці»                                     | 8,1             | Автошля́х О071203 — автомобільний шлях довжиною 8,1 км, обласна дорога місцевого значення у Закарпатській області. Пролягає по Ужгородському районі від села Шишлівці до КПП «Малі Селменці». Починається У селі Шишлівці, проходить через села Галоч, Паладь-Комарівці, Малі Селменці. Закінчується на державному кордоні України з Словаччиною (КПП «Малі Селменці»). У селі Паладь-Комарівці перетинає О071209. У селі Шишлівці перетинає залізничну колію лінії Ужгород - Матьовце (Ужгородська дирекція залізничних перевезень Львівської залізниці). |               |
| О071204               | Середнє - Анталовці                                                | 12,0            | Автошля́х О071204 — автомобільний шлях довжиною 12,0 км, обласна дорога місцевого значення у Закарпатській області. Пролягає по Ужгородському районі від селища міського типу Середнє до села Анталовці. Починається У селищі міського типу Середнє на перетині з О071201, проходить через села Чертеж, Ляхівці, Худльово. Закінчується У селі Анталовці. У селі Анталовці перетинає річки Крайній і Середнянський потік. |               |
| О071205               | Під'їзд до міста Чоп                                               | 0,9             | Автошля́х О071205 — автомобільний шлях довжиною 0,9 км, обласна дорога місцевого значення у Закарпатській області. Пролягає по місті Чоп. Починається на перетині з М25, закінчується на перетині з вулицею Берег. У місті Чоп перетинає залізничну колію ліній Чоп - Кошиці та Чоп - Ніредьгаза (Ужгородська дирекція залізничних перевезень Львівської залізниці). |               |
| О071206               | Підгорб - Сюрте                                                    | 12,2            | Автошля́х О071206 — автомобільний шлях довжиною 12,2 км, обласна дорога місцевого значення у Закарпатській області. Пролягає по Ужгородському районі від села Підгорб до села Сюрте. Починається У селі Підгорб на перетині з М071202, проходить через села Часлівці, Ратівці. Закінчується У селі Сюрте на перетині з М06. У селі Часлівці збігається з О071207 (0,3 км). У селі Сюрте поблизу станції Струмківка перетинає залізничну колію лінії Самбір - Чоп (Ужгородська дирекція залізничних перевезень Львівської залізниці). |               |
| О071207               | Ужгород - Демечі                                                   | 23,3            | Автошля́х О071207 — автомобільний шлях довжиною 23,3 км, обласна дорога місцевого значення у Закарпатській області. Пролягає по місті Ужгород (0,7 км) та Ужгородському районі (22,6 км) від міста Ужгород до села Демечі. Починається У місті Ужгород на перетині з вулицею Гагаріна, проходить через села Кінчеш, Коритняни, Часлівці, Великі Геївці, Малі Геївці, Тисаагтелек. Закінчується У селі Демечі на перетині з М25. По місті Ужгород проходить по вулиці Коритнянська. У селі Кінчеш перетинає М06. У селі Часлівці збігається з О071206 (0,3 км). Між селами Малі Геївці та Тисаагтелек перетинає річку Латориця. |               |
| О071208               | Ужгород - Палло                                                    | 9,5             | Автошля́х О071208 — автомобільний шлях довжиною 9,5 км, обласна дорога місцевого значення у Закарпатській області. Пролягає по місті Ужгород (0,7 км) та Ужгородському районі (8,8 км) від міста Ужгород до села Палло. Починається У місті Ужгород на вулиці Калушанська, проходить через села Сторожниця, Ботфалва, Шишлівці, Батфа. Закінчується У селі Палло. У селі Шишлівці до шляху примикає О071203. |               |
| О071209               | Сюрте - Паладь-Комарівці - Державний кордон України зі Словаччиною | 6,5             | Автошля́х О071209 — автомобільний шлях довжиною 6,5 км, обласна дорога місцевого значення у Закарпатській області. Пролягає по Ужгородському районі від села Сюрте до державного кордону України з Словаччиною. Починається У селі Сюрте на перетині з М06, проходить через село Паладь-Комарівці. Закінчується на державному кордоні України зі Словаччиною. У селі Паладь-Комарівці перетинає О071203. |               |
| О071301               | Стеблівка - Крайниково - Вонігове                                  | 13,8            | Автошля́х О071301 — автомобільний шлях довжиною 13,8 км, обласна дорога місцевого значення у Закарпатській області. Пролягає по Хустському (6,2 км) та Тячівському (7,6 км) районах від села Стеблівка до села Вонігове. Починається У селі Стеблівка на перетині з Н09, проходить через села Крайниково, Новобарово. Закінчується У селі Вонігове на перетині з О070603. У селі Крайниково перетинає О071305. У селі Стеблівка поблизу зупинного пункту Стеблівка перетинає залізничну колію лінії Батьово - Солотвино І (Ужгородська дирекція залізничних перевезень Львівської залізниці). Між селами Стеблівка і Крайниково та У селі Новобарово перетинає річку Помийниця. |               |
| О071302               | Вишково - Ракош – Державний кордон України з Румунією              | 5,7             | Автошля́х О071302 — автомобільний шлях довжиною 5,7 км, обласна дорога місцевого значення у Закарпатській області. Пролягає по Хустському районі від селища міського типу Вишково до державного кордону України з Румунією. Починається У селищі міського типу Вишково на перетині з Т 0737, проходить через село Ракош. Закінчується поблизу державного кордону України з Румунією. У селищі міського типу Вишково до шляху примикає О071303. У селі Ракош перетинає річку Боркут. |               |
| О071303               | Вишково - Яблунівка – Державний кордон України з Румунією          | 9,4             | Автошля́х О071303 — автомобільний шлях довжиною 9,4 км, обласна дорога місцевого значення у Закарпатській області. Пролягає по Хустському районі від селища міського типу Вишково до державного кордону України з Румунією. Починається У селищі міського типу Вишково на перетині з О071302, проходить через село Яблунівка. Закінчується на державному кордоні України з Румунією. |               |
| О071304               | Велятин – Державний кордон України з Румунією                      | 5,0             | Автошля́х О071304 — автомобільний шлях довжиною 5,0 км, обласна дорога місцевого значення у Закарпатській області. Пролягає по Хустському районі від села Велятин до державного кордону України з Румунією. Починається У селі Велятин на перетині з Т 0737, закінчується поблизу державного кордону України з Румунією. |               |
| О071305               | Драгово - Сокирниця                                                | 16,5            | Автошля́х О071305 — автомобільний шлях довжиною 16,5 км, обласна дорога місцевого значення у Закарпатській області. Пролягає по Хустському районі від села Драгово до села Сокирниця. Починається У селі Драгово на перетині з О070603, проходить через села Золотарьово, Данилово, Крайниково. Закінчується У селі Сокирниця на перетині з Н09. У селі Крайниково перетинає О071301. У селі Сокирниця поблизу зупинного пункту Сокирниця перетинає залізничну колію лінії Батьово - Солотвино І (Ужгородська дирекція залізничних перевезень Львівської залізниці). Між селами Драгово і Золотарьово та У селі Данилово перетинає річку Байлова, У селах Золотарьово і Данилово - річку Лазівський, У селі Сокирниця - річку Помийниця. |               |